# Watut
Le watut est une langue austronésienne parlées dans le nord de la Papouasie-Nouvelle-Guinée. Bien que située au contact des langues papoues, le watut fait partie des langues océaniennes. Les principaux dialectes comprennent le maralinan, le silisili, l'unank, le maralangko et le danggal.
Elle est parlée dans le gouvernement de niveau local (GNL) rural de Watut, dans la province de Morobe.

## Classification
Le watut est rattaché au langues océaniennes occidentales et plus précisément aux langues Markham. Cependant et contrairement à la plupart des autres langues océaniennes occidentales, l'aire linguistique du watut n'est pas côtière mais située dans les régions montagneuses du nord-est de l'île de Nouvelle-Guinée, autour du golfe d'Huon. De ce fait, il subit l'influence des langues papoues avec lesquelles il est en contact à l'ouest.

## Dialectes
Les dialectes du watut se répartissent en trois zones linguistiques, le long d'une vallée creusée par la rivière Watut.

### Watut du Sud
Le watut du Sud occupe la zone la moins peuplée car la plus montagneuse et la plus difficilement accessible. Il est parlé par environ 600 personnes et se divise en deux dialectes. Le premier est parlé dans les villages de Danggal, Wawas et Kumwats. Le second dialecte dans les villages de Maraianglro et Dzenemp. Le code ISO est mcy.

### Moyen watut
Le moyen watut, également appelé moyen kodut, est le plus parlé avec 1 700 locuteurs dans le district de Mumeng, la basse vallée de Watut, les villages de Babuaf (Madzim et Singono), Bencheng (Tshetsie), Dungutung et Marauna. Il existe quatre dialectes : le Borar, le Babuaf, le Tsangg (Changg), le Zowents (Jowench). Le code ISO est mpl.

### Watut du Nord
Le watut du Nord occupe les zones les plus basses, proches du fleuve Markham. Il est parlé par environ 700 personnes dans les villages de Wuruf, Mahanadzo, Morom, et Wampan. Le code ISO est una.

## Vitalité
Malgré un nombre de locuteurs restreint le watut est considéré comme en bonne santé. Les communautés, vivant dans des zones montagneuses et isolées, l'utilisent encore comme langue principale et vernaculaire, tous âges confondus. Il est seulement concurrencé par le tok pisin, langue officielle de la Papouasie-Nouvelle-Guinée, principalement dans la partie nord, plus en contact avec le reste du pays et où la population compte 15% d'immigrants.
Dans les écoles les cours se font en tok pisin ou en anglais. À l'église, principal lieu de vie communautaire, le watut reste privilégié par les habitants.
Les déplacements vers la capitale régionale, Lae, se font par le seul moyen de locomotion qui est le bateau. La principale motivation est économique, il s'agit de vendre l'or obtenu par orpaillage dans la rivière Watut.
En 2014, un plan de développement de la langue est à l'étude.